# 대기발령
대기발령(待機發令)이란 근로자가 계속 직무를 담당하게 될 경우 예상되는 업무상의 장애 등을 예방하기 위하여 일시적으로 직무에 종사하지 못하도록 하는 잠정적인 보직해제를 의미하며, 일반적으로 직위해제가 같이 수반된다. 이는 근로자의 귀책사유에 대하여 기업질서 유지를 목적으로 행하여지는 징계와는 그 성질이 다르다.

## 근거와 제한
근로자가 직무에 종사하지 못하도록 하는 보직해제를 의미하므로 취업규칙에 대기발령에 관한 포괄적 근거규정이나, 근로계약 등 당사자의 합의에 근거해야 한다. 단, 그같은 근거가 있더라도 사용자의 일방적 의사표시로 근로자에게 대기발령을 내리는 경우에는 정당한 사유가 있어야 한다.